# Korpholmen, Lovisa
Korpholmen är en ö i Finland. Den ligger i Finska viken och i kommunen Lovisa i den ekonomiska regionen  Lovisa i landskapet Nyland, i den södra delen av landet. Ön ligger omkring 75 kilometer öster om Helsingfors.
Öns area är 3,3 hektar och dess största längd är 300 meter i sydöst-nordvästlig riktning.